# Суджеби
Суджеби (кор. 수제비) — традиционный корейский суп с клёцками, сделанными из пшеничного теста, и различными овощами. Вкус и рецепт напоминают кхальгуксу, за исключением того, что в последнем лапшу режут ножом, а в суджеби тесто разрывают руками.
Бульон для суджеби обычно готовят из сушеных анчоусов, моллюсков и водорослей. Чтобы получить богатый вкус, ингредиенты должны вариться на медленном огне в течение долгого времени. К этому бульону добавляют кимчи и различные овощи, чаще всего кабачки и картофель.
В КНДР блюдо имеет название «ттыдогук» (кор. 뜨더국) и является национальным кулинарным достоянием.